# Château de Trolle-Ljungby
Le château de Trolle-Ljungby est un château situé à Kristianstad en Suède.

## Histoire
Le château a des origines médiévales. Il est mentionné comme ayant appartenu à la famille noble danoise « Bille » au cours des 14e et 15e siècles. Dans les années 1460, il a été vendu à Jens Holgersen Ulfstand, homme politique danois, amiral et gouverneur de comté, célèbre pour avoir fait construire Glimmingehus, l'un des manoirs médiévaux les mieux conservés de Scandinavie,.
On sait peu de choses sur les débuts du château, mais on pense que la partie ouest est la plus ancienne. D'importants travaux de reconstruction ont été réalisés après 1621 et c'est à cette époque que l'extérieur Renaissance actuel a été conçu. Un dessin suggère qu'en 1680, le château avait plus ou moins la même forme qu'aujourd'hui. Après la conquête suédoise de la Scanie sur le Danemark et la guerre de Scanie qui s'ensuivit, le château fut impliqué dans les combats et endommagé par les Snapphanar ou les guérilleros. Les impacts de balles et les marques de coupure sur la porte de la tour, datant de ce conflit, sont encore visibles,. Dans les années qui suivirent, le château fut réparé et un poste de garde défensif fut construit.
Le parc du château est visité par Carl Linnaeus en 1749,.
En 1850, le château est devenu la propriété de Hans Gabriel Trolle-Wachtmeister, l'ancêtre des propriétaires actuels, qui a entrepris des travaux de reconstruction à l'intérieur et à l'extérieur.
L'actuel propriétaire du château est le comte Hans-Gabriel Trolle-Wachtmeister, marié à la comtesse Alice Trolle-Wachtmeister, la maîtresse de robe suédoise, jusqu'à son décès en 2017.

## Architecture
Le château se compose de trois ailes entourant une cour, située sur une petite île entourée de douves. Son style est une forme accomplie de la Renaissance danoise. L'église de Trolle-Ljungby se trouve à proximité du château. À l'intérieur, le château n'a conservé que peu de meubles d'origine, mais il possède des salles rococo et néoclassiques richement décorées, dont l'une des plus belles bibliothèques privées de Suède. 

## Cornet et tuyau Trolle-Ljungby

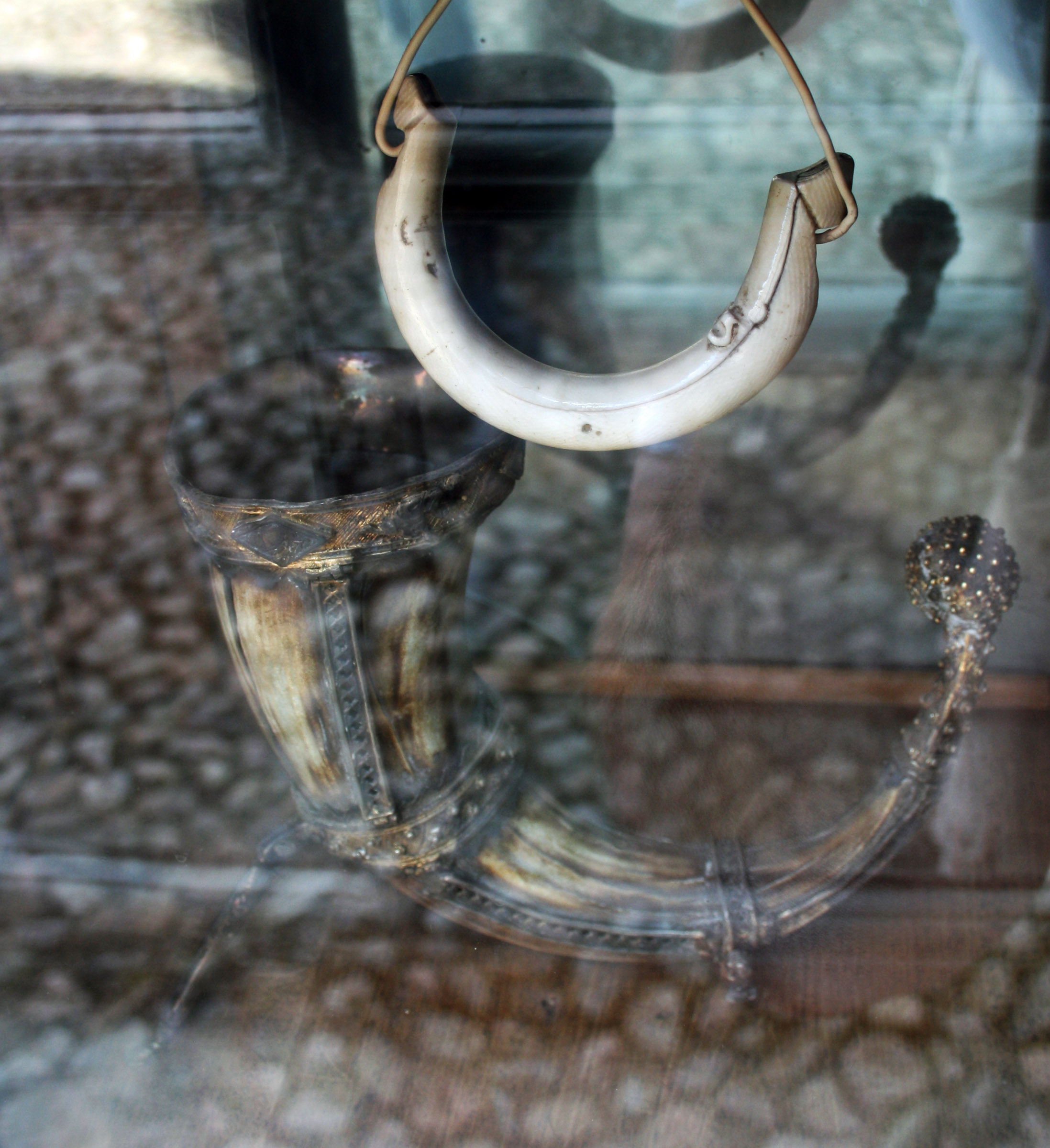
Le cor et le tuyau légendaires.

Parmi les collections du château se trouvent un cor médiéval et une flûte de chasse, également très ancienne. Ces deux objets, qui sont exposés (en été) dans une fenêtre du château, sont liés à une vieille légende dont les premiers témoignages remontent à 1620. Selon cette légende, les trolls se rassemblaient sous un gros rocher erratique, qui se trouve toujours sur le domaine. Sissela Ulfstand, maîtresse de maison au milieu du XVe siècle, voulut savoir ce qui se passait sous le rocher et envoya l'un de ses hommes enquêter. Lorsqu'il arriva, il trouva les trolls en train de festoyer sous le rocher, qui reposait sur une colonne d'or. Ils lui demandèrent de boire au chef des trolls, en lui tendant le cor, et de jouer de la flûte. Cependant, une jeune fille réussit à l'avertir de ne pas boire et de rentrer chez lui à travers champs, là où les trolls ne pourraient pas l'atteindre. Il versa le contenu du cor par-dessus son épaule, brûlant le flanc de son cheval, et galopa à travers les champs jusqu'au château, emportant le cor et la flûte avec lui. Plus tard, les trolls demandèrent à Sissela Ulfstand de les rendre, ce qu'elle refusa. Furieux, ils jetèrent une malédiction sur elle et sur le château, disant que le château serait brûlé trois fois et que sa famille s'éteindrait. Ils l'ont également avertie que le cor et le calumet ne devaient jamais quitter le château. La malédiction a fait couler beaucoup d'encre, mais il est certain que le château a brûlé du vivant de Sissela Ulfstand, lors d'une tentative de rébellion ratée de Søren Norby,.